# Nolana humifusa
Nolana humifusa es una especie de planta fanerógama perteneciente a la familia Solanaceae. Se distribuye en Perú. También es conocida como nolana.

## Descripción
Es una hierba suculenta y postrada. Presenta hojas alternas engrosadas, con flores hermafroditas, pétalos soldados de color violáceo blanquecino con el centro azul intenso. Su fruto es un folículo.

## Taxonomía
Nolana humifusa fue descrita por el botánico estadounidense Ivan Murray Johnston y publicado en Contributions from the Gray Herbarium of Harvard University 112: 50 en 1936.